# Marosvásárhelyi Magyar Diákszövetség
A Marosvásárhelyi Magyar Diákszövetség (röviden MMDSZ, románul Asociaţia Studenţilor Maghiari din Târgu Mureş) egy 1990-ben alakult romániai diákszervezet, amelynek célja a marosvásárhelyi felsőoktatásban tanuló magyar hallgatók érdekvédelmének ellátása, illetve programjai által szakmai tapasztalat és minőségi kikapcsolódási lehetőségek nyújtása.

## Története
A Marosvásárhelyi Magyar Diákszövetség 1990 januárjában alakult, nagyjából egy időben a jelenleg működő romániai ifjúsági szervezetek többségével. Első fontos megmozdulása az 1990 márciusában, a Marosvásárhelyi Orvosi és Gyógyszerészeti Egyetem  folyosóin megszervezett ülősztrájk volt, egy önálló, magyar tannyelvű Orvosi és Gyógyszerészeti Egyetem létrehozásáért.

## Rendezvények

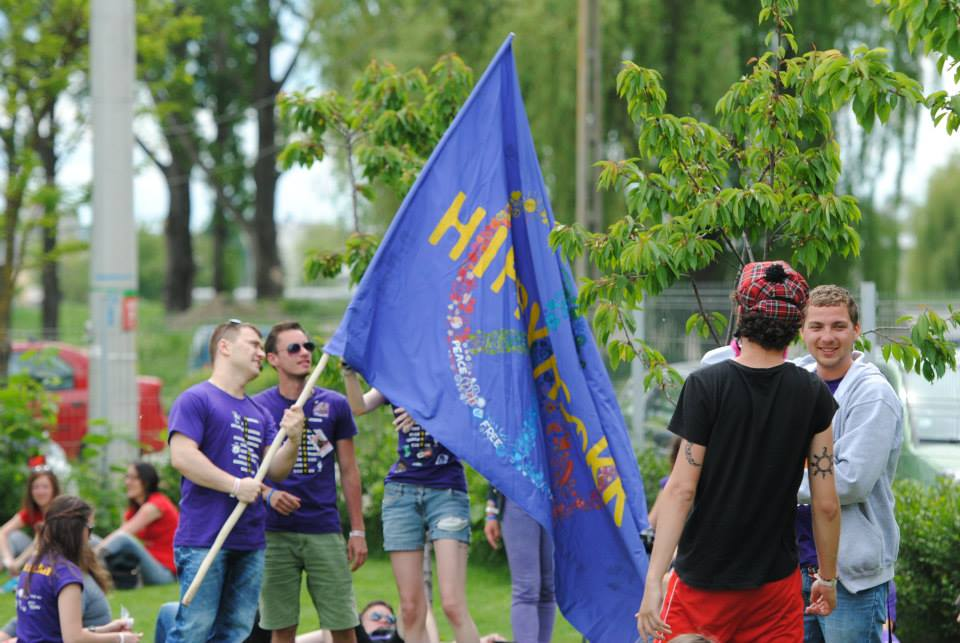
Marosvásárhelyi Diáknakpok 2014-ben

Az MMDSZ szervezésében sor kerülő Tudományos Diákköri Konferencia az egyetlen olyan tudományos rendezvény Romániában, ahol a diákok orvostudomány,  fogorvostudomány és gyógyszerészet témakörökben tudományos kutatásaikat mutathatják be. Az 1993 óta folyamatosan megszervezett rendezvény a romániai magyar tudományos élet egyik legjelentősebb szakmai fóruma, ahol a magyar nyelvű hasonló profilú felsőoktatási intézmények oktatói és előadói találkozhatnak egymással. A TDK 2013 óta akkreditált, ami lehetővé teszi a romániai rezidensorvosok számára kreditjóváírást a konferencián való jelenlétért.
Résztvevő szempontjából legnagyobb rendezvénynek mondható a Marosvásárhelyi Diáknapok és Diákfesztivál, amely minden év májusában kerül megrendezésre több mint 1 500 diáko mozgósításával. 40 diáknapos csapat szokott benevezni a 4 napos rendezvényre, akiknek sportmérkőzést, harácsolást, kincskeresést, kreativitás és ügyességi programokat biztosítanak a szervezők. A rendezvény a már hagyományosnak számító felvonulással indul a belvárosból a bentlakásokig, majd néhány programot leszámítva kiköltözik a külvárosi Weekend-telepre és a Maros-part marosszentgyörgyi szakaszára.